# Yakult

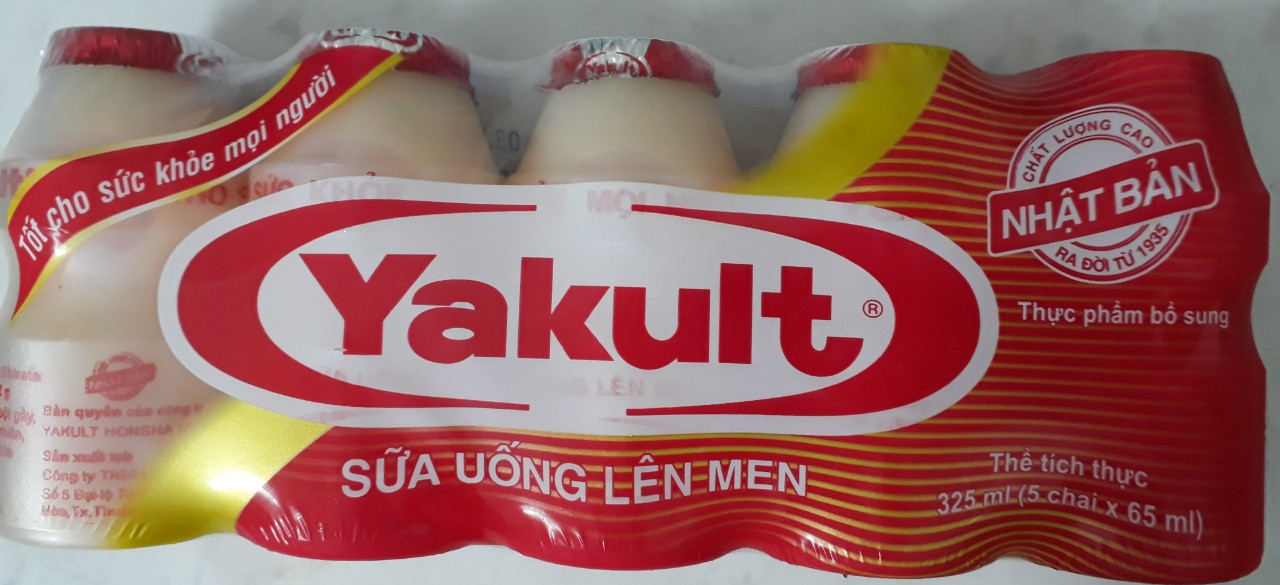
Sữa uống lên men Yakult sản xuất và phân phối tại Việt Nam

Yakult (ヤクルト Yakuruto) là sản phẩm sữa uống lên men đầu tiên trên thế giới. Đây là sản phẩm có chứa probiotic vi khuẩn Lactobacillus casei Shirota, được phân lập thành công vào năm 1930 bởi vị giáo sư người Nhật  Minoru Shirota. Sản phẩm được bán bởi Yakult Honsha, trụ sở công ty nằm ở Tokyo. Chai sữa đi kèm với một bọc 65 mililít (2,3 fl oz Anh; 2,2 fl oz Mỹ), thường một lốc có năm chai.

## Nguyên liệu
Yakult được bán trong 1 chai 65 mL. Nguyên liệu là nước, sữa gầy, Xirô glucose-fructose, saccarose, hương cam quýt, và vi khuẩn sống Lactobacillus paracasei Shirota.  Chủng ban đầu được phân loại là Lactobacillus casei nhưng năm 2008 nó được phân loại lại là thuộc về L. paracasei.
Yakult được chuẩn bị bằng cách thêm glucose và glycine vào sữa gầy, và đun nóng hỗn hợp ở 90 đến 95 °C trong khoảng 30 phút. Sau khi để nguội đến 45 °C, hỗn hợp này được tiêm với lactobacillus và ủ trong 6-7 ngày ở 37 đến 38 °C. Sau khi lên men, nước, đường, gum và axit lactic được thêm vào.

## Tuyên bố về sức khoẻ
Năm 2006, một hội đồng được chỉ định bởi Trung tâm Dinh dưỡng Hà Lan để đánh giá yêu cầu tiếp thị của Yakult tìm thấy ở đó để có đủ bằng chứng để biện minh cho tuyên bố rằng uống ít nhất một chai Yakult mỗi ngày có thể giúp cải thiện đại tiện cho những người bị táo bón, và có thể giúp duy trì hệ vi khuẩn đường ruột khỏe mạnh.
Năm 2010, một panel của EFSA từ chối yêu cầu của công ty để tiếp thị Yakult như một thức uống giúp duy trì hệ thống phòng thủ đường hô hấp trên chống lại mầm bệnh (nói cách khác, bảo vệ chống lại các bệnh như cảm lạnh), tìm kiếm yêu cầu không được hỗ trợ bởi bằng chứng.
Năm 2013, Cơ quan tiêu chuẩn quảng cáo của Anh Quốc không cho phép quảng cáo cho Yakult để phản hồi khiếu nại. Họ thấy rằng trong khi có đủ bằng chứng cho tuyên bố rằng "số lượng đáng kể [Lactobacillus] sống sót khả thi quá cảnh [sau khi tiêu thụ Yakult]", quảng cáo đã đưa ra yêu cầu về lợi ích sức khỏe nói chung mà không cung cấp khiếu nại cụ thể được tham chiếu theo yêu cầu.

## Thị trường

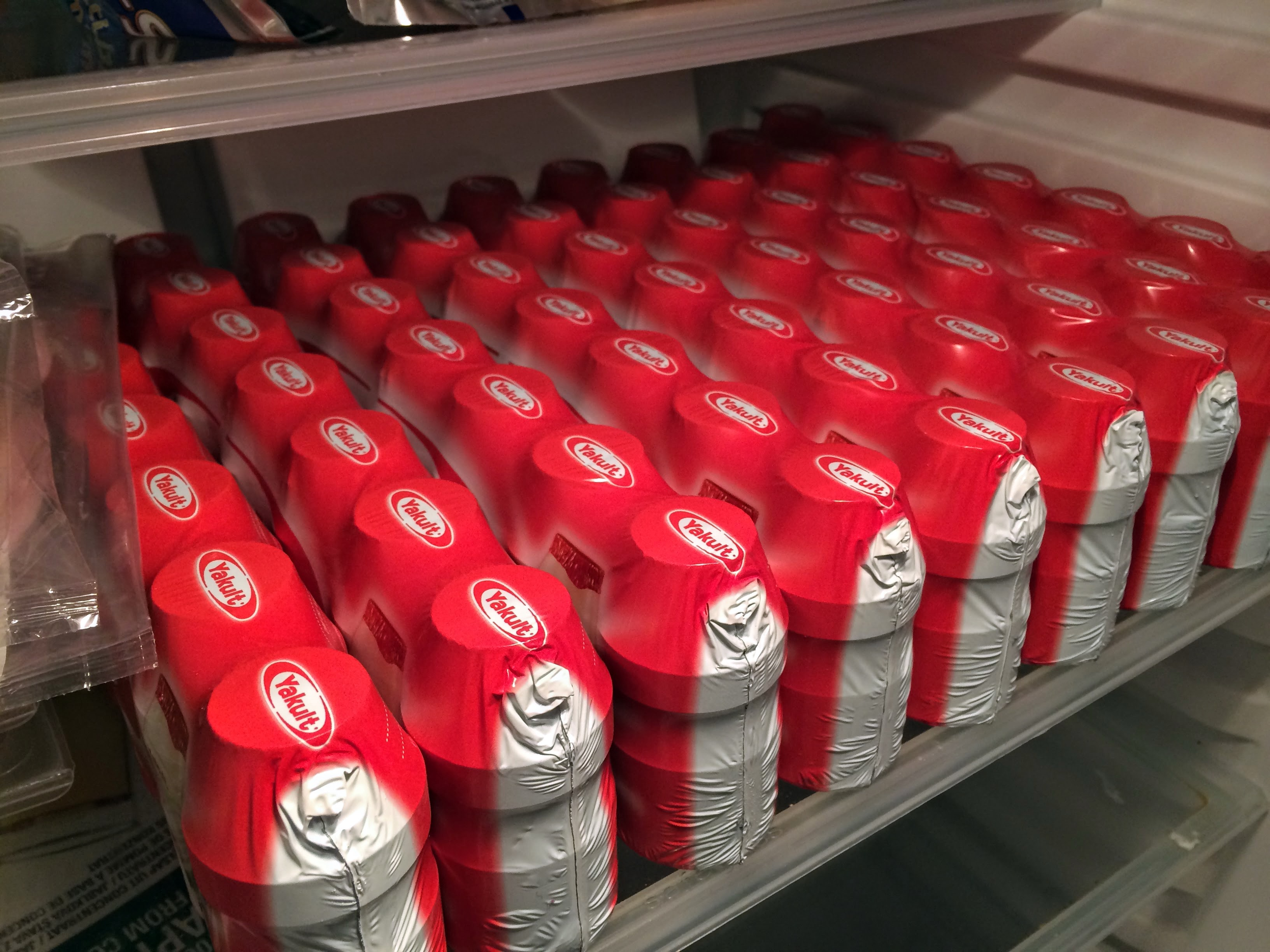
Hộp Yakult

Yakult được phát minh vào những năm 1930 tại Nhật Bản bởi Minoru Shirota và ông đã giúp thành lập Yakult Honsha để thương mại hóa nó. Ở một số quốc gia, bao gồm Nhật Bản và Ấn Độ, nó được bán trực tiếp. Nó được bán lần đầu tiên tại các nước nói tiếng Anh vào những năm 1990, với Úc vào năm 1994, Vương quốc Anh năm 1996 và Hoa Kỳ vào năm 1999.
Vào tháng 2 năm 2018, có báo cáo cho rằng Danone dự định bán 1,5 tỷ euro khoản đầu tư Yakult của mình, giảm tỷ lệ sở hữu từ 21% xuống 7%. Kế hoạch được theo sau bởi sự sụt giảm giá trị cổ phiếu của Yakult. Danone đã mua cổ phần đầu tiên tại Yakult vào tháng 4 năm 2000. Việc bán được hoàn thành vào tháng 3 năm 2018.
Vào tháng 9 năm 2018, đã có báo cáo rằng sự xuất hiện của chai Yakult không nhãn mác trong bộ phim năm 2018 To All the Boys I've Loved Before đã dẫn đến sự gia tăng doanh thu của đồ uống trùng với mức tăng giá cổ phiếu 2,6% sau khi bộ phim được phát hành vào ngày 17 tháng 8.